# پاسکواله فوجیا
پاسکواله فوجیا (به ایتالیایی: Pasquale Foggia) بازیکن فوتبال و اهل ایتالیا است 

## تیم ملی
از سال ۲۰۰۷ میلادی عضو تیم ملی فوتبال ایتالیا بوده و در ۳ بازی ملی حضور داشته‌است. او در بازی‌های ملی‌اش ۱ گل به ثمر رساند.